# Azuay
Prowincja Azuay (hiszp. Provincia del Azuay) – jedna z 24 prowincji w Ekwadorze. Azuay położone jest w środkowo-południowej części państwa, graniczy od północy z prowincjami Guayas i Cañar, od wschodu z prowincją Morona Santiago, a od południa z prowincją Zamora-Chinchipe, Loja oraz El Oro.
Przez prowincję przechodzi Droga Panamerykańska. Znajduje się tu największa hydroelektrownia w całym Ekwadorze, ulokowana na rzece Paute.
Prowincja podzielona jest na 15 kantonów:
1. Camilo Ponce Enríquez
2. Chordeleg
3. Cuenca
4. El Pan
5. Girón
6. Guachapala
7. Gualaceo
8. Nabón
9. Oña
10. Paute
11. Pucará
12. San Fernando
13. Santa Isabel
14. Sevilla de Oro
15. Sigsig